# Labraid Loingsech
Labraid Loingsech („Żeglarz”), właśc. Maen – legendarny zwierzchni król Irlandii z dynastii Milezjan (linia Eremona) w latach 264-250 p.n.e. Syn Oiliolla (Aililla) Aine’a („Radosnego”), syna Loegaire’a I Lorca („Mordercy”), zwierzchniego króla Irlandii.
Loegaire I Lorc, dziadek Labraida, został zabity w Carman (ob. Wexford) przez swego brata Cobthacha Cael Breg, który objął po nim zwierzchni tron Irlandii. Pozostawił po sobie syna, a ojca Labraida, Oiliola (Aililla) Aine’a („Radosnego”), także zabitego z ręki Cobthacha. Labraid zaś został przez niego skazany na wygnanie poza morze do dzisiejszej Francji. Po pewnym czasie został wezwany przez Cobthacha, celem pogodzenia się. Doszło między nimi do zawarcia pokoju. Labraid otrzymał od arcykróla prowincję Gailian. Od długich włóczni (laigne), które jego stronnicy przynieśli ze sobą, nazwa prowincji została przemianowana na Laigin (ob. Leinster). Jednak relacje między nimi znowu się popsuły, doprowadzając do wybuchu wojny. Cobthach został zaproszony przez Labraida na święta oraz zdradziecko spalony, wraz z trzydziestoma królami iryjskimi, w Dinn Righ na skraju Bearbha. Labraid Loingsech w ten sposób zemścił się za śmierć ojca i dziadka oraz objął zwierzchni tron irlandzki. Mścił się na dzieciach poprzednika, aż został zabity, po czternastu lub dziewiętnastu latach rządów, przez Melge’a Molbthacha („Chwalebnego”). Ten zemścił się za śmierć ojca Cobthacha oraz objął po nim zwierzchnią władzę nad Irlandią. Labraid miał żonę o imieniu Moriath oraz pozostawił po sobie syna Oiliola (Aililla) Bracana, a przez niego wnuka Aengusa Ollama („Uczonego”), przyszłego zwierzchniego króla Irlandii.